# Setra S 315 UL
De Setra S 315 UL is een bustype dat zowel geschikt is als streekbus als voor tourvervoer. Dit bustype is geproduceerd door de Duitse busfabrikant Setra. De UL in de benaming staat voor Überlandbus, wat weer streekbus betekent. De bus heeft geen verlaagde vloer, waardoor er treden nodig zijn en mindervalide mensen moeilijker de bus in kunnen. De bus is eind 2006 vervangen door de S 415 UL. Dit type model heeft twee uitvoeringen, de uitvoering met een front voor openbaar vervoer en de uitvoering met een front voor toerisme (GT-versie).
Met in totaal 18 bussen van dit type, was Besseling Travel de grootste afnemer in Nederland. Deze bussen werden begin jaren ingezet voor de lijndiensten van  Stadsvervoer Nederland. Nadat deze exploitatie in handen kwam Connexxion zijn de bussen ontdaan van de deels rode bestickering en belettering van Stadsvervoer Nederland. Een deel van de bussen zijn toen verkocht aan andere partijen omdat deze voor Besseling Travel overbodig waren. 
Het resterende deel heeft tot juni 2017 nog dienst gedaan bij Besseling. Deze bussen werden tot deze tijd gebruikt voor met name Tour vervoer, maar werden ook veel gebruikt voor treinstremmingen. Uiteindelijk heeft het resterende deel ook nog lijndiensten gereden voor Syntus Utrecht, i.v.m. het tekort van eigen materiaal. Nadat Besseling een aantal bussen van Syntus heeft geleased waren de resterende aantallen overbodig en zijn toen allemaal verkocht.

## Inzet
| Bedrijf                               | Serie          | Aantal    | Inzet                                                | Opmerking |
| Duitsland                             | Duitsland      | Duitsland | Duitsland                                            | Duitsland |
| ------------------------------------- | -------------- | --------- | ---------------------------------------------------- | --- |
| Autokraft                             | 193            | 1         | Sleeswijk-Holstein                                   | |
| Autokraft                             | 381-382        | 2         | Sleeswijk-Holstein                                   | |
| Bundeswehr Fuhrpark                   | ??             | >1        | Reisbus                                              | Wordt bij sommige gelegenheden ook ingezet door het Duitse leger |
| Eska Stiftlandkraftverkehr            | ??             | 4         | Oost-Beieren                                         | |
| Nahverkehr Göttingen                  | ESW-WB 260     | 1         | Göttingen                                            | |
| Omnibusverkehr Franken                | N-YZ 120       | 1         | Noord-Beieren                                        | |
| Omnibusverkehr Franken                | N-YZ 139       | 1         | Noord-Beieren                                        | |
| Omnibusverkehrsgesellschaft Sonneberg | 13             | ??        | Sonneberg                                            | |
| Reisedienst Parchim                   | 24             | ??        | Parchim                                              | |
| RVE                                   | 1              | 4010      | Regio Aken                                           | |
| Frankrijk                             |                |           |                                                      | |
| Cartreize                             | 12116          | ??        | Bouches-du-Rhône                                     | |
| CTS                                   | 14             | ??        | Straatsburg                                          | |
| Sallaberry Freres                     | 8578 TA 74     | 1         | Pyrénées-Atlantiques                                 | |
| Luxemburg                             |                |           |                                                      | |
| Alltra                                | ET4390         | 1         | Luxemburg                                            | GT-versie |
| André Bustouristik                    | AN5100         | 4         | Luxemburg                                            | |
| Autocars Meyers                       | AM5508         | 1         | Luxemburg                                            | |
| Autocars Schneider                    | B0712          | 1         | Luxemburg                                            | |
| Autocars Schneider                    | SK9911         | 1         | Luxemburg                                            | |
| Gemengen                              | LY5447         | 1         | Luxemburg                                            | |
| Rapide des Ardennes                   | B1309-B1310    | 2         | Luxemburg                                            | |
| Rapide des Ardennes                   | B1364-B1365    | 2         | Luxemburg                                            | |
| Rapide des Ardennes                   | B1540          | 1         | Luxemburg                                            | |
| Rapide des Ardennes                   | PC4964         | 1         | Luxemburg                                            | |
| Rapide des Ardennes                   | SE9549         | 1         | Luxemburg                                            | |
| Simon Tours                           | ST3003-ST 3006 | 4         | Luxemburg                                            | |
| Simon Tours                           | ST3009         | 1         | Luxemburg                                            | |
| Stephany                              | VS3012-VS3013  | 2         | Luxemburg                                            | |
| Stephany                              | YE7602         | 1         | Luxemburg                                            | |
| Voyages Demy Schandeler               | 1025-1026      | 2         | Luxemburg                                            | |
| Voyages Huberty                       | HU3001-HU3003  | 3         | Luxemburg                                            | |
| Voyages Koob                          | AK7903         | 1         | Luxemburg                                            | |
| Voyages Koob                          | DB6543-DB6544  | 2         | Luxemburg                                            | |
| Voyages Schiltz                       | DW4302         | 1         | Luxemburg                                            | Buiten dienst |
| Voyages Schiltz                       | TF8960         | 1         | Luxemburg                                            | Buiten dienst |
| Voyages Stephany                      | LT8520         | 1         | Luxemburg                                            | |
| Voyages Stephany                      | VS3012-VS3013  | 2         | Luxemburg                                            | |
| Voyages Stephany                      | YE7602         | 1         | Luxemburg                                            | |
| Voyages Vandivinit                    | VV2016         | 1         | Luxemburg                                            | |
| Voyages Wagener                       | WV2026         | 1         | Luxemburg                                            | |
| Nederland                             |                |           |                                                      | |
| BAB-VIOS                              | 132            | 1         |                                                      | Ex-Besseling 501 |
| BBA Tours                             | 162            | 1         | Tourvervoer                                          | |
| BBA Tours                             | 172            | 1         | Tourvervoer                                          | |
| Besseling Travel                      | 501-517        | 17        | Utrecht                                              | Naast het tourvervoer, met name schoolreizen, werden de bussen ingezet op diverse lijnen voor onder andere Syntus Utrecht (vanaf december 2016 tot en met juni 2017), Connexxion (vanaf december 2008 tot en met december 2016) en Stadsvervoer Nederland (vanaf december 2004 tot en met december 2008). De laatste bussen zijn in juni 2017 buiten dienst gegaan en verkocht. |
| Coulant Touring                       | 20             | 1         | Tourvervoer                                          | Ex-Besseling 502 |
| Doornbos                              | 807            | 1         |                                                      | |
| Horn Tours                            | BN-ZT-25       | 1         |                                                      | Tourvervoer |
| Juijn Rossum                          | 24-27          | 4         | Rivierenland                                         | |
| Oosterpoort Rijbewijzen               | BS-SB-39       | 1         | Lesbus                                               | |
| Smit-Reizen                           | 15             | 1         | Scholierenvervoer/versterkingsritten in Utrecht      | |
| Taxi Dorenbos                         | 807            | 1         | Tourvervoer                                          | |
| TCR                                   | 446            | 1         | Qliner Waterland                                     | Ex-Besseling 501 |
| UVO                                   | 435            | 1         | Tourvervoer en versterkingsritten Qbuzz in Groningen | Ex-Besseling 510 |

## Verwante bustypen

### Hoge vloer
- Setra S 313 UL - 10 meteruitvoering (2 assen)
- Setra S 316 UL - 13 meteruitvoering (2 assen)
- Setra S 317 UL - 14 meteruitvoering (3 assen)
- Setra S 319 UL - 15 meteruitvoering (3 assen)

### Lage vloer
- Setra S 300 NC - 12 meteruitvoering (2 assen)
- Setra S 315 NF - 12 meteruitvoering (2 assen)
- Setra S 319 NF - 13 meteruitvoering (2 assen)

### Andere modellen
- Setra S 315 H - 12 meter semitour-uitvoering (2 assen)
- Setra SG 321 UL - 18 meter gelede-uitvoering (3 assen)

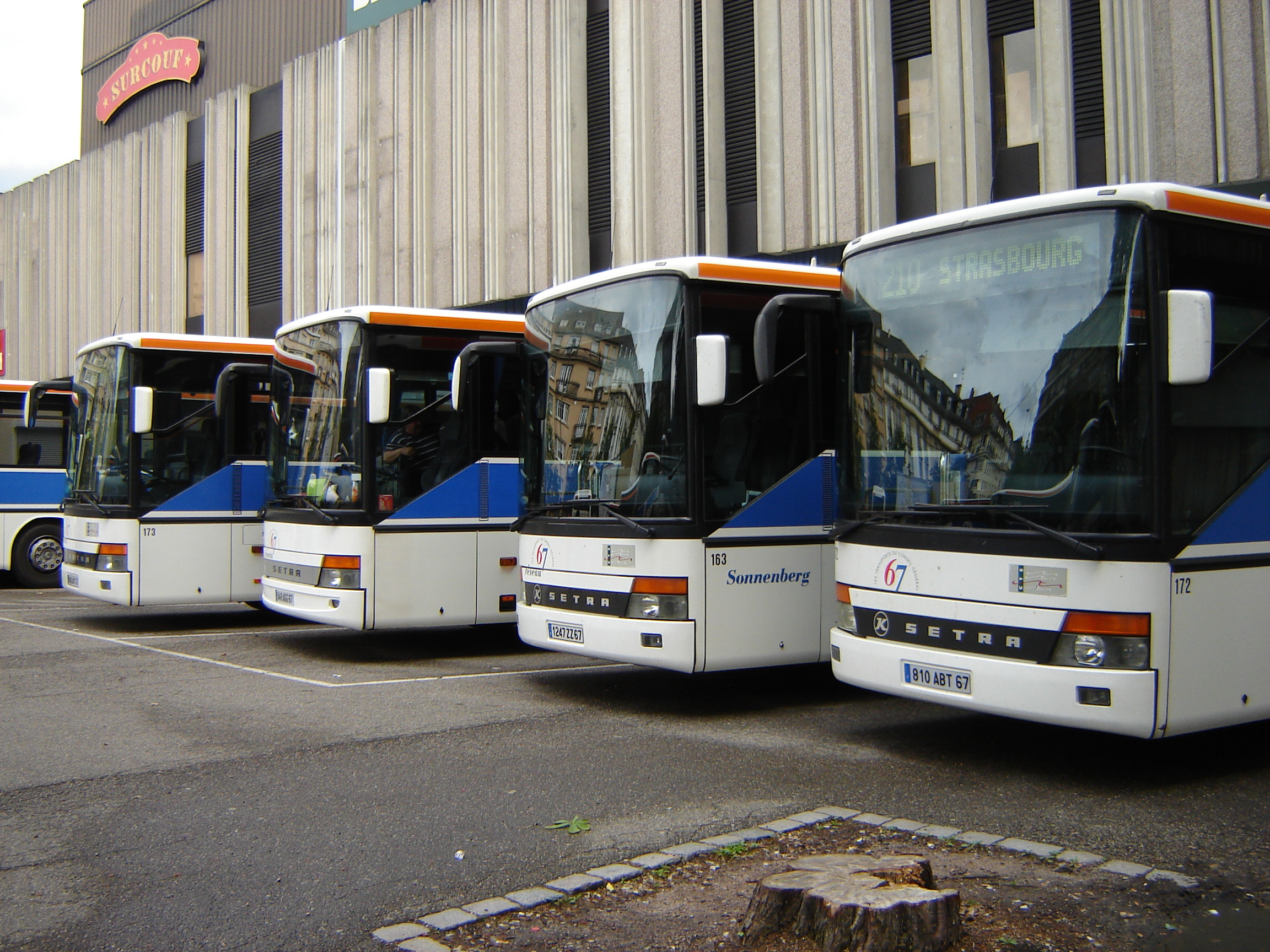
Meerdere Setre S 315 UL-bussen langs elkaar.
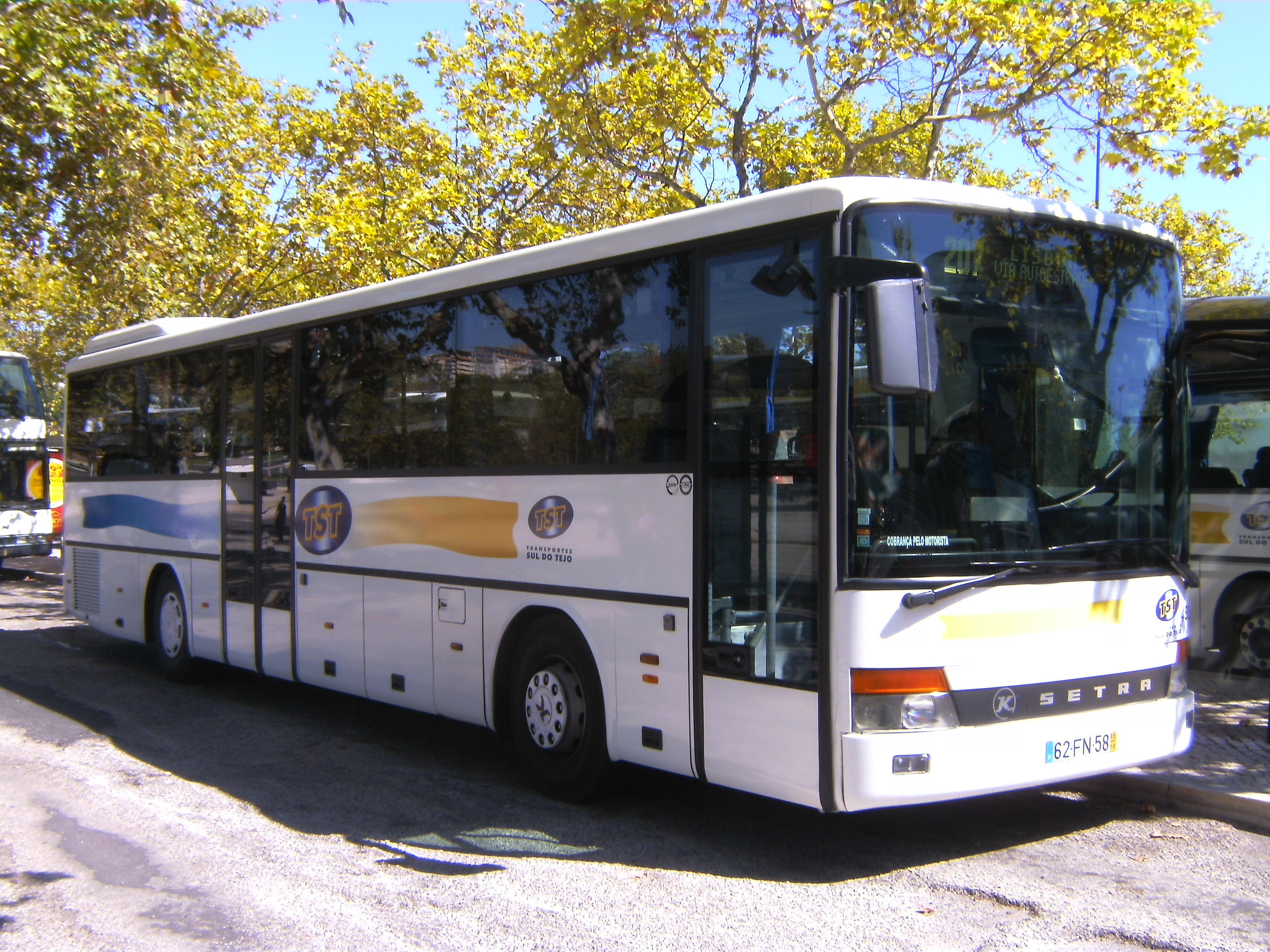